# LA-LA-LA
《LA-LA-LA》是研直子的第11張單曲。由Canyon Records於1976年6月25日發行。

## 簡介
本單曲是中島美雪首張提供曲。
原本是下張單曲《再見吧》 (あばよ) 先完成，但在研經紀公司田邊事務所社長田邊昭知“想在 (暗黑曲調的) 《愚圖》 (愚図) 和《再見吧》之間加入一首歡快的單曲。這樣，每張單曲都能‘活下去’”的意向下，先製作了本單曲。
本單曲是G小調。
研憑藉本單曲登上了《第27回NHK紅白歌合戰》的舞臺。

## 收錄歌曲
- 全作詞、作曲: 中島美雪，編曲:

1. LA-LA-LA
2. 雨水抛棄天空的日子 

## 翻唱
LA-LA-LA
- 中島美雪[注 2] (1992年，影像作品《夜會Vol.3 KAN・TAN (邯鄲)》)

雨水抛棄天空的日子
- 中島美雪[注 2] (1976年，專輯《大家都離我而去了》)
- 千秋直美 (1977年，專輯《口紅》)

## 關聯項目
- 1976年音樂